# Igarapé

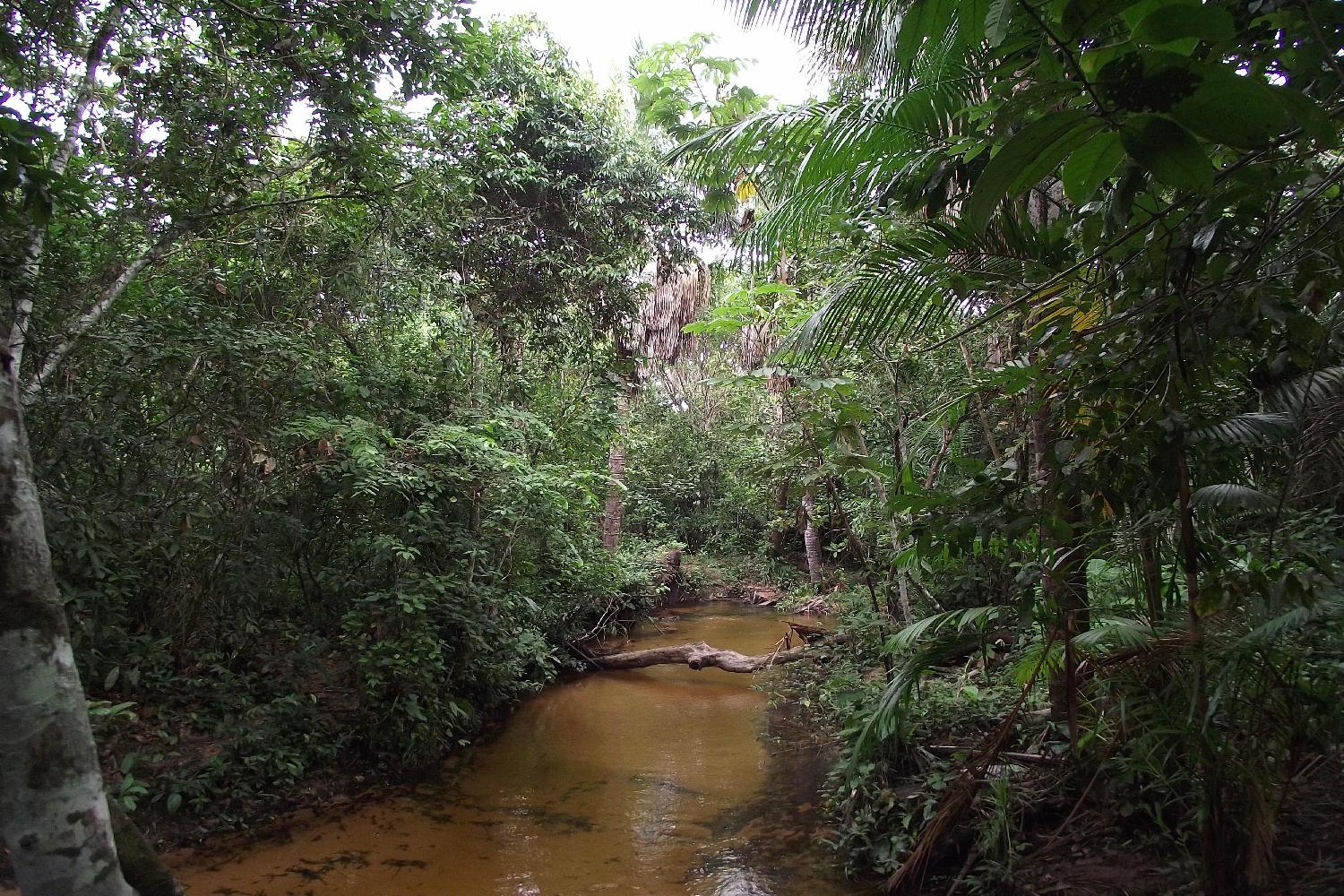
Igarapé no Parque Nacional da Chapada das Mesas, no sul do estado do Maranhão, Brasil.

Igarapé o nome popular utilizado na Amazônia para descrever um curso de água relativamente estreito e pouco profundo. Em outras regiões do Brasil, esses ambientes podem ser chamados de arroio, córregos, riachos ou ribeirão. Eles estão presentes em grande número na Bacia amazônica, onde tem papel importante para o transporte de pessoas e alimentos, por meio de barcos e voadeiras. Esses cursos de água também podem são importantes para o lazer. Geralmente, são associados a cursos de água que correm pelo interior da floresta, mas com o crescimento urbano nos grandes centros como Manaus e Belém, muitos desses ambientes estão sendo impactados pelo desmatamento e entrada de efluentes orgânicos e industriais, reduzindo a integridade ambiental e a biodiversidade nos igarapés.

## Etimologia
A palavra tem origem na língua tupi, significando "caminho de canoa", através da junção dos termos ygara (canoa) e apé (caminho).

## Características
Os igarapés são corpos de água menores que os rios maiores e se distinguem por vegetação ripária. Geralmente são estreitos e cobertos por árvores, o que impede a entrada de muita luz solar. Como resultado, a água é mais fria e há poucas macrófitas ou algas crescendo. A matéria orgânica que alimenta os peixes e invertebrados provém das folhas e galhos da vegetação ripária que caem na água. Dessa forma, os igarapés dependem fortemente da vegetação ao redor, e, caso essa vegetação seja removida, todo o ecossistema do igarapé pode mudar significativamente, afetando muitas espécies.

Os igarapés em áreas não impactadas apresentam pH ácido, baixa condutividade elétrica e fundos arenosos, com trechos cobertos por folhas em decomposição. Troncos e galhos caídos criam pequenos habitats para peixes e outros animais. Cada igarapé pode abrigar espécies únicas de peixes e organismos aquáticos. Por exemplo, um único igarapé preservado na Amazônia pode conter mais espécies de peixes do que todos os rios da Europa juntos.